# 1 (cifra)
La cifra 1 (o I nella numerazione romana) è il segno generalmente utilizzato in matematica, o più in generale nella scrittura occidentale, per rappresentare il numero 1 o altri concetti da questo derivati, come accade, per esempio, nell'indicare il primo elemento di un'elencazione.
Graficamente, oggi, la cifra può essere scritta in diversi modi simili, ma tutti accomunati dalla presenza di una linea verticale, nella sua forma più essenziale, così come può essere vista nelle calcolatrici digitali o più generalmente in tutti i cristalli liquidi. Nelle versioni stampate, normalmente la linea è accompagnata da una grazia o serif, costituita da una lineetta obliqua dall'estremità superiore della linea principale verso il basso e a sinistra; questa aggiunta serve principalmente per differenziare il segno dalla lettera i maiuscola «I» o da una l stilizzata.

Anche la cifra romana corrispondente, non meno usuale quando si vuole dare un tono di eleganza alla scrittura o enfatizzare l'ordinalità, è distinta dalle lettere simili da grazie che in questo caso sono costituite da due lineette orizzontali poste a entrambe le estremità.

## Evoluzione grafica

### Origine
In diverse culture, sparse per tutto il mondo, il singolo elemento viene indicato nelle enumerazione per brevità con una semplice linea verticale, ed è presumibile che si tratti di una eredità culturale ancestrale sia per la sua diffusione geografica che storica, come testimoniano svariate pitture rupestri ed in epoche più recenti l'uso romano della I.

### Cifra indo-arabica
Come tutte le cifre indo-arabica oggi utilizzate la loro grafia originaria ha subito nei secoli diversi cambiamenti.
Diversamente dall'usanza latina la cifra veniva originariamente scritta in India come una linea orizzontale, incurvata successivamente presso la popolazione Gupta; i Nagari invece aggiungevano a quest'ultima qualche volta anche un ricciolo, verso il basso, nell'estremità sinistra (ruotata di 90° verso destra corrisponde all'odierna cifra utilizzata dai Gujarati e dai Punjabi).
Col tempo è possibile che l'orientamento sia mutato da orizzontale a verticale per uniformazione  alla numerazione latina.

## Grafie attuali
La grafia del « 1 » non è l'unica utilizzata nel mondo; un discreto numero di alfabeti — particolarmente delle lingue del sub continente indiano e del sud est asiatico  — utilizzano delle grafie differenti.
| Alfabeto   | Cifra | Alfabeto | Cifra | Alfabeto    | Cifra | Alfabeto | Cifra |
| ---------- | ----- | -------- | ----- | ----------- | ----- | -------- | ----- |
| Aramaico   | ፩     | Arabo    | ۱     | Bengalese   | ১     | Birmano  | ၁     |
| Devanagari | १     | Gujarati | ૧     | Gurmukhi    | ੧     | Kannada  | ೧     |
| Khmer      | ໑     | Latino   | 1     | Malayalam   | ൧     | Oriya    | ୧     |
| Tamil      | ௧     | Telugu   | ౧     | Thailandese | ๑     | Tibetano | ༡     |